# Stenopogon ochripes
Stenopogon ochripes là một loài ruồi trong họ Asilidae. Stenopogon ochripes được Loew miêu tả năm 1861. Loài này phân bố ở vùng Cổ Bắc giới.